# Orquestra Sinfônica de Melbourne

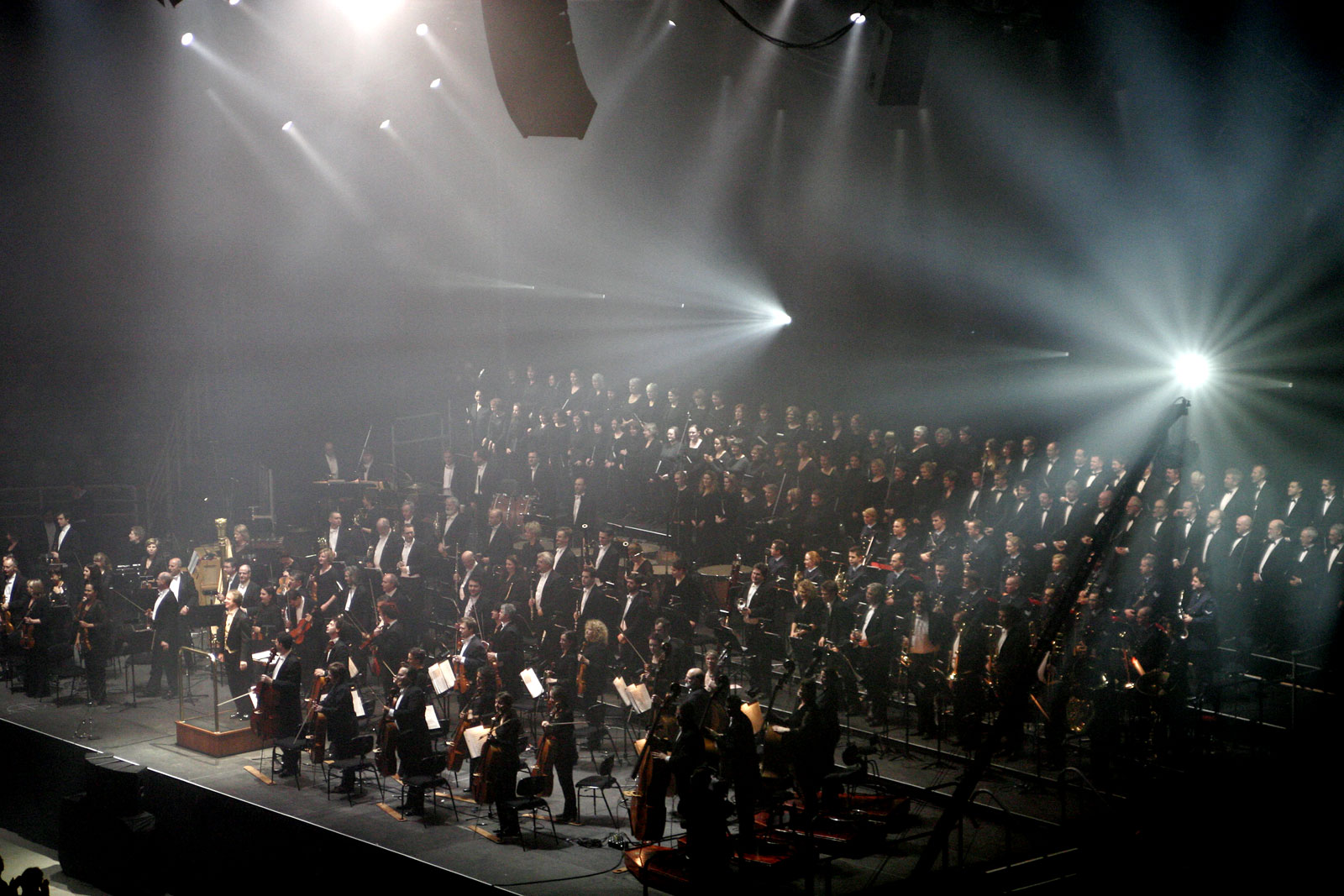
Orquestra Sinfônica de Melbourne se apresentando no Classical Spectacular de 2005

A Orquestra Sinfónica (português europeu) ou Sinfônica (português brasileiro) de Melbourne (em inglês:  Melbourne Symphony Orchestra) é uma orquestra da cidade de Melbourne, na Austrália. A orquestra conta com financiamento do Governo do Estado de Victoria, através da Arts Victoria, do Departamento do Primeiro-ministro e do Governo Federal Australiano, através do Conselho Australiano, e tem suporte de empresas privadas e doadores. 
Conta com 100 músicos permanentes e seu Maestro-Chefe e diretor artístico foi Oleg Caetani, de 2005 a 2009.
Em 2022 o maetro titular passou a ser Jaime Martín.
Melbourne tem a mais longa história de música orquestral de todas as cidades australianas e é a mais antiga orquestra profissional da Austrália, celebrou seu centenário em 2007.

## História
O primeiro concerto foi feito em 11 de dezembro de 1906 sob a condução de Alberto Zelman, fundador da orquestra, que mais tarde se tornou o primeiro maestro australiano a conduzir a Filarmônica de Berlim e a Orquestra Filarmônica de Londres. Em 1934, a orquestra começou a fazer parte da Corporação de Orquestras de Rádio Australiana. Em 1949 a orquestra mudou seu nome para Orquestra Sinfônica Victoriana. Em 1965 teve seu nome modificado, novamente, para Orquestra Sinfônica de Melbourne.
O maestro que mais tempo ficou a frente da orquestra foi Hiroyuki Iwaki (1974 - 1997), que foi nomeado Maestro Laureado em 1989, permanecendo com o título até sua morte, em 2006. Em 1923, Bertha Jorgensen tornou-se a primeira mulher a comentar uma orquestra profissional, na Austrália, e ela conduziu a orquestra por 50 anos, tornando-se a mulher a conduzir uma orquestra por mais tempo, em toda a história. 
Oleg Caetani foi o maestro de 2005 até 2008. Em março de 2008 teve seu contrato estendido até o fim de 2010. Entretanto, seu contrato foi cancelado em Outubro de 2009. Em Setembro de 2009 Tadaaki Otaka foi apontado como maestro convidado principal, começando em 2010. Entretanto, os papéis foram acelerados e Otaka assumiu o posto no fim de 2009.
A Orquestra foi a primeira australiana a fazer turnê por outros continentes, e o primeiro lugar a tocar foi no Carnegie Hall, em Nova Iorque, em 1970. Fez turnês pelos Estados Unidos, Japão, Canadá, Coreia, Europa (2000, 2007), China (2002), São Petersburgo, Rússia (2003) e Japão (2005). Em Janeiro de 2000, sob a batuta de Markus Stenz, representou a Austrália no Festival dos Cinco Continentes nas Ilhas Canárias, ao lado de orquestras como a Orquestra Filarmônica de Berlim e a Orquestra Filarmônica de Nova Iorque. Em 2007 a orquestra embarcou numa segunda turnê pela Europa, visitando cinco cidades em Espanha (Castellón, Barcelona, Saragoça, Pamplona e Madrid), Paris, Berlim e Milão.
A Orquestra atravessou o repertório contemporâneo pop e rock em inúmeras ocasiões. Em 1986 tocou ao lado de Elton John, culminando no álbum Live in Australia with the Melbourne Symphony Orchestra. Em 1989, John Farnham comandou o DVD Classic Jack Live.

## Maestros
- Alberto Zelman (1906-1927)
- Fritz Hart (1927-1932)

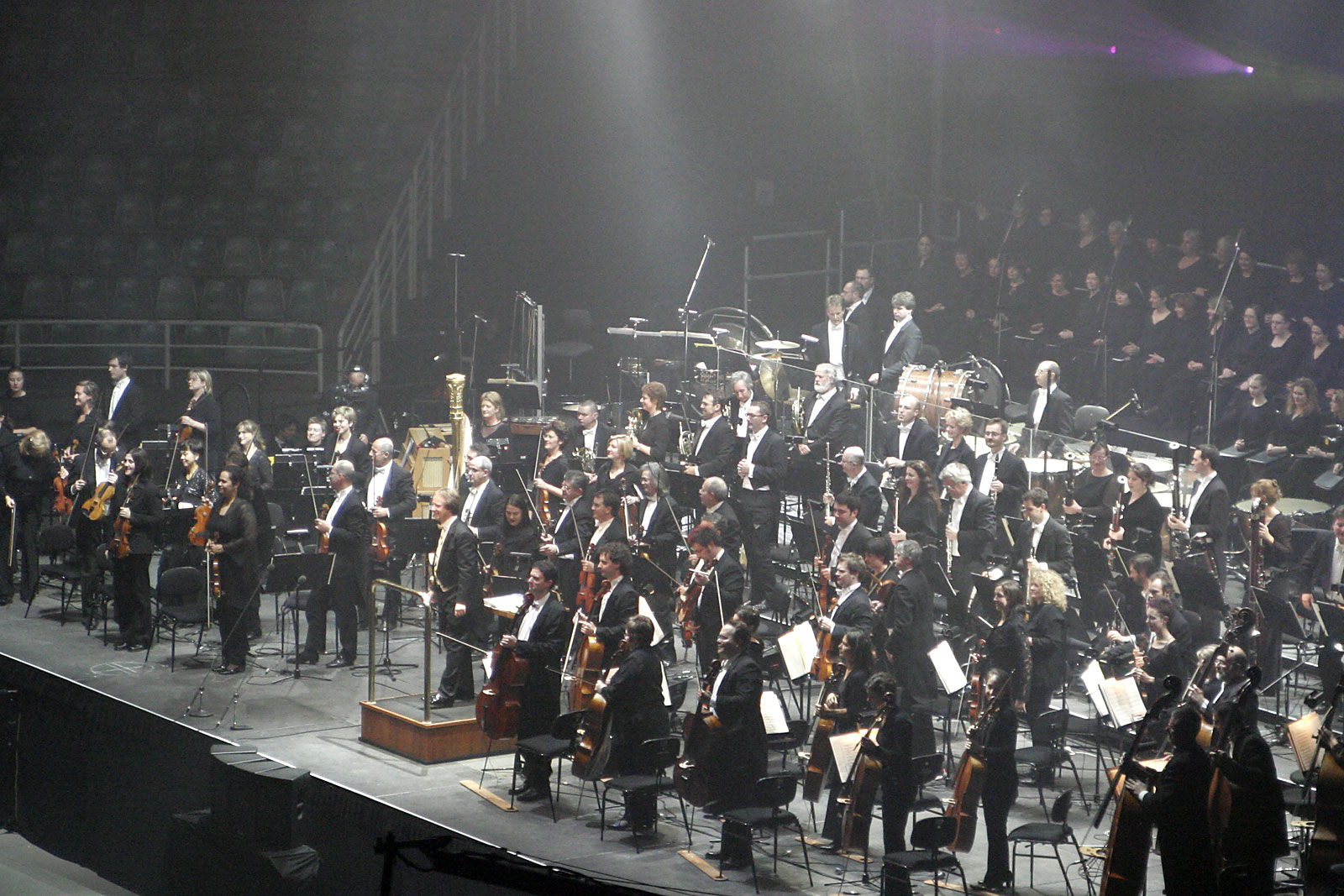
Orquestra Sinfônica de Melbourne em apresentação no Classical Spectacular de 2005

- Fritz Hart, Bernard Heinze (1932-1937, maestros diretores em conjunto)
- Bernard Heinze (1937-1950; Sir Bernard a partir de 1949)
- Alceo Galliera (1950-1951)
- Juan José Castro (1952-1953)
- Walter Susskind (1953-1955)
- Kurt Wöss (1956-1959)
- Georges Tzipine (1960-1965)
- Willem van Otterloo (1967-1970)
- Fritz Rieger (1971-1972)
- Hiroyuki Iwaki (1974-1997)
- Markus Stenz (1998-2004)
- Oleg Caetani (2005-2009)